# Evita (film)
Evita este un film bazat pe muzicalul omonim scris de Andrew Lloyd Webber, care a câștigat un premiu Oscar, pentru "Cea mai bună melodie". A fost regizat de Alan Parker după un scenariu de Oliver Stone. Filmul îi are în distribuție pe Madonna, Antonio Banderas și Jonathan Pryce. A fost lansat pe 25 decembrie 1996.

## Actori
- Madonna este Evita Perón
- Antonio Banderas este Ché
- Jonathan Pryce este Juan Perón
- Jimmy Nail este Agustín Magaldi
- Peter Polycarpou este Domingo Mercante
- Gary Brooker este Juan Atilio Bramuglia
- Olga Merediz este Bianca Duarte
- Andrea Corr este amanta lui Juan Perón